# Lac Martin-Valin
Pour les articles homonymes, voir Lac Martin (homonymie) et Valin.
Le lac Martin-Valin est un plan d'eau douce du bassin versant du bras des Canots, situé sur la rive Nord du fleuve Saint-Laurent, dans le territoire non organisé de Mont-Valin, dans la municipalité régionale de comté (MRC) Le Fjord-du-Saguenay, dans la région administrative de la Saguenay-Lac-Saint-Jean, dans la province de Québec, au Canada.
La superficie du lac Martin-Valin est comprise dans le territoire du parc national des Monts-Valin. Les activités récréotouristiques constituent la principale activité économique du secteur. La foresterie arrive en second.
Plusieurs routes forestières secondaires desservent les baies et les environs du lac Martin-Valin pour les besoins des activités récréotouristiques,,.
La surface du lac Martin-Valin est habituellement gelée de la fin novembre au début avril, toutefois la circulation sécuritaire sur la glace se fait généralement de la mi-décembre à la fin mars.

## Géographie
Les principaux bassins versants voisins du lac Martin-Valin sont:
- côté Nord: Lac Moncouche, lac Poulin-De Courval, lac Laflamme, rivière aux Sables;
- côté Est: Rivière Sainte-Marguerite, lac Jalobert (Mont-Valin), rivière Olaf, lac aux Canots, Le Grand Ruisseau;
- côté Sud: Bras de l'Enfer, rivière Valin, bras Fournier, rivière Saguenay;
- côté Ouest: Bras des Canots, lac aux Canots, rivière Saint-Louis, bras du Nord, lac La Mothe, rivière Shipshaw[1].

Le lac Martin-Valin est situé entièrement en milieu forestier dans le territoire non organisé de Mont-Valin, dans le parc national des Monts-Valin. Le lac Martin-Valin comporte une longueur de 6,5 km, une largeur maximale de 0,5 km et une altitude de 671 m. Ce plan d’eau fait en longueur en forme de U penché vers l’Ouest est caractérisé par dix îles et quatre baies sur la rive Sud : l’une rattachée à la rive Nord s’étirant sur 0,3 km vers le Sud d’une longueur variant entre 0,4 km et 1,1 km.
L’embouchure du lac Martin-Valin est localisée à :
- 2,6 km au Sud-Est du sommet du mont Le Valinouët (altitude : 858 m);
- 7,9 km au Nord-Est du sommet du mont Victor-Tremblay (altitude: 746 m);
- 10,6 km au Nord-Est de l’embouchure du bras des Canots (confluence avec la rivière Valin);
- 25,7 km au Nord-Est de l’embouchure de la rivière Valin (confluence avec la rivière Saguenay);
- 33,2 km au Nord-Est du centre-ville de Saguenay[1].

À partir de l’embouchure du lac Martin-Valin, le courant suit le cours du bras des Canots sur 12,7 km d’abord vers le Sud-Ouest, pour se déverser sur la rive Nord de la rivière Valin. De là, le courant suit le cours successivement de cette dernière rivière, puis de la rivière Saguenay jusqu’au fleuve Saint-Laurent.

## Toponymie
Jadis, ce plan d’eau était désigné « Deuxième lac aux Canots ».
Le toponyme « Lac Martin-Valin » a été officialisé le 12 février 1987 par la Commission de toponymie du Québec.